# Svarttjärnavan
Svarttjärnavan är en sjö i Skellefteå kommun i Västerbotten och ingår i Bureälvens huvudavrinningsområde. Sjön har en area på 0,377 kvadratkilometer och ligger 79,2 meter över havet. Sjön avvattnas av vattendraget Bureälven.

## Delavrinningsområde
Svarttjärnavan ingår i det delavrinningsområde (716147-174034) som SMHI kallar för Utloppet av Svarttjärnavan. Medelhöjden är 84 meter över havet och ytan är 1,44 kvadratkilometer. Räknas de 57 avrinningsområdena uppströms in blir den ackumulerade arean 519,66 kvadratkilometer. Avrinningsområdets utflöde Bureälven mynnar i havet. Avrinningsområdet består mestadels av skog (48 procent), öppen mark (11 procent) och jordbruk (12 procent). Avrinningsområdet har 0,38 kvadratkilometer vattenytor vilket ger det en sjöprocent på 26,1 procent.